# Josh Warrington
Josh Warrington (Leeds, Inglaterra, 14 de noviembre de 1990) es un boxeador profesional inglés. Ha sido dos veces campeón de la Federación Internacional de Boxeo (FBI) de peso pluma. 
Anteriormente ha ostentado el título Internacional de la WBC y los títulos de Europa, Mancomunidad, Gran Bretaña e Inglaterra en la división de peso pluma.

## Carrera profesional
Warrington hizo su debut profesional en 2009 y ganó su primer combate contra Delroy Spencer en octubre, antes de derrotar a Pavels Senkovs de Letonia, ganando ambas contiendas de cuatro asaltos con una decisión por puntos de 40-36.

### Campeón mundial de la IBF
El 23 de enero, se confirmó que Warrington pelearía con el campeón mundial de la FIB Lee Selby (26-1) en su primera pelea por el título mundial el 19 de mayo. El 30 de enero, se confirmó que el Elland Road Stadium, estadio del Leeds United, será la sede de la pelea.
Warrington comentó sobre la pelea: "Al ganar esta pelea, no solo obtengo un título mundial, sino que es una oportunidad para mostrar a todos que soy el mejor peso pluma del Reino Unido y me impulso a nivel mundial". Warrington fue acompañado al ring por el exjugador del Leeds United Lucas Radebe mientras la banda Kaiser Chiefs tocaba en vivo.
Warrington se aseguró una victoria por decisión dividida sobre Selby superándolo por completo en la mayoría de las doce rondas para reclamar el título, y le dio a Selby su segunda derrota en su carrera.

## Vida personal
Josh y su esposa Natasha Warrington tienen dos gemelas juntas. Josh Warrington fue excluido de la preparatoria John Smeaton y no obtuvo las calificaciones que necesitaba para continuar su educación. Recibió sus exámenes por recomendación de su padre, Sean O'Hagan. Asistió a la Universidad de Leeds y se graduó en 2013. Es aficionado de los equipos deportivos locales Leeds United y Leeds Rhinos.

## Récord profesional
| 31 Victorias (8 KOs), 1 Empates, 4 Derrotas |        |                    |       |               |            |                                                    | |
| Res.                                        | Récord | Oponente           | Tipo  | Rd., Tiempo   | Datos      | Localidad                                          | Notas |
| Derrota                                     | 31-3-1 | Leigh Wood         | KO    | 7 (12), 3:00  | 7-10-2023  | Sheffield Arena, Sheffield, Inglaterra             | Por el título de la AMB de peso pluma.                                                                                              |
| Derrota                                     | 31-2-1 | Luis Alberto López | MD    | 12            | 10-12-2022 | First Direct Arena, Leeds, Inglaterra              | Pierde (IBF Pluma). |
| Victoria                                    | 31-1-1 | Kiko Martínez      | TKO   | 7 (12), 2:12  | 04-09-2021 | First Direct Arena, Leeds, Inglaterra              | Gana (IBF Pluma). |
| Empate                                      | 30-1-1 | Mauricio Lara      | TD    | 2 (12), 3:00  | 04-09-2021 | Emerald Headingley Stadium, Leeds, Inglaterra      | Por (IBF Pluma). Pelea parada tras un corte en la ceja de Mauricio Lara, provocado por un cabezazo intencionado de Josh Warrington. |
| Derrota                                     | 30-0-1 | Mauricio Lara      | T.K.O | 9 (12), 0:54  | 13-02-2021 | Wembley Arena, Londres, Inglaterra                 | Pierde (IBF Pluma). Pierde el invicto.                                                                                              |
| Victoria                                    | 30–0   | Sofiane Takoucht   | TKO   | 2 (12), 2:54  | 15-06-2019 | First Direct Arena, Leeds, Inglaterra              | Retiene (IBF Pluma). |
| Victoria                                    | 29–0   | Kid Galahad        | SD    | 12            | 15-06-2019 | First Direct Arena, Leeds, Inglaterra              | Retiene (IBF Pluma). |
| Victoria                                    | 28–0   | Carl Frampton      | UD    | 12            | 22-12-2018 | Manchester Arena, Mánchester, Inglaterra           | Retiene (IBF Pluma). |
| Victoria                                    | 27–0   | Lee Selby          | SD    | 12            | 19-05-2018 | Elland Road, Leeds, Inglaterra                     | Gana (IBF Pluma). |
| Victoria                                    | 26–0   | Dennis Ceylan      | TKO   | 10 (12), 1:43 | 21-10-2017 | First Direct Arena, Leeds, Inglaterra              | |
| Victoria                                    | 25–0   | Kiko Martínez      | MD    | 12            | 13-05-2017 | First Direct Arena, Leeds, Inglaterra              | Retiene (WBC International Pluma)                                                                                                   |
| Victoria                                    | 24–0   | Patrick Hyland     | TKO   | 9 (12), 0:45  | 30-07-2016 | First Direct Arena, Leeds, Inglaterra              | |
| Victoria                                    | 23–0   | Hisashi Amagasa    | UD    | 12            | 16-04-2016 | First Direct Arena, Leeds, Inglaterra              | Retiene (WBC International Pluma)                                                                                                   |
| Victoria                                    | 22–0   | Joel Brunker       | UD    | 12            | 05-09-2015 | First Direct Arena, Leeds, Inglaterra              | Retiene (Commonwealth y WBC International Pluma).                                                                                   |
| Victoria                                    | 21–0   | Dennis Tubieron    | UD    | 12            | 11-04-2015 | First Direct Arena, Leeds, Inglaterra              | Gana (WBC International Pluma) vacante                                                                                              |
| Victoria                                    | 20–0   | Edwin Tellez       | TKO   | 5 (8), 1:51   | 21-02-2015 | O2 World Arena, Berlín, Alemania                   | |
| Victoria                                    | 19–0   | Davide Dieli       | TKO   | 4 (12), 1:42  | 04-10-2014 | First Direct Arena, Leeds, Inglaterra              | Gana (Europeo Pluma) vacante |
| Victoria                                    | 18–0   | Martin Lindsay     | UD    | 12            | 21-05-2014 | First Direct Arena, Leeds, Inglaterra              | Retiene (Commonwealth Pluma). Gana (Título Británico Pluma)                                                                         |
| Victoria                                    | 17–0   | Rendall Munroe     | RTD   | 7 (12), 3:00  | 19-04-2014 | Phones 4u Arena, Mánchester, Inglaterra            | Retiene (Commonwealth Pluma). |
| Victoria                                    | 16–0   | Samir Mouneimne    | TKO   | 12 (12), 1:27 | 02-11-2013 | Hull Ice Arena, Hull, Inglaterra                   | Gana (Commonwealth Pluma) vacante.                                                                                                  |
| Victoria                                    | 15–0   | Ian Bailey         | UD    | 10            | 27-09-2013 | Elland Road, Leeds, Inglaterra                     | Retiene (Título de Inglaterra Pluma).                                                                                               |
| Victoria                                    | 14–0   | Jamie Speight      | UD    | 10            | 22-03-2013 | Town Hall, Leeds, Inglaterra                       | Retiene (Título de Inglaterra Pluma).                                                                                               |
| Victoria                                    | 13–0   | Chris Male         | UD    | 10            | 09-11-2012 | The Venue, Dudley, Inglaterra                      | Gana (Título de Inglaterra Pluma) vacante.                                                                                          |
| Victoria                                    | 12–0   | Ibrar Riyaz        | PTS   | 4             | 02-06-2012 | Bowlers Exhibition Centre, Mánchester, Inglaterra  | |
| Victoria                                    | 11–0   | Dan Naylor         | PTS   | 6             | 03-03-2012 | Hillsborough Leisure Centre, Sheffield, Inglaterra | |
| Victoria                                    | 10–0   | Ian Bailey         | PTS   | 4             | 18-12-2011 | De Vere Whites Hotel, Bolton, Inglaterra           | |
| Victoria                                    | 9–0    | Dougie Curran      | PTS   | 6             | 22-10-2011 | De Vere Whites, Bolton, Inglaterra                 | |
| Victoria                                    | 8–0    | Marc Callaghan     | PTS   | 6             | 28-04-2011 | City Hall, Hull, Inglaterra                        | |
| Victoria                                    | 7–0    | Chris Riley        | PTS   | 6             | 09-04-2011 | Rainton Meadows Arena, Houghton-le-Spring          | |
| Victoria                                    | 6–0    | Steve Gethin       | PTS   | 4             | 22-01-2011 | Doncaster Dome, Doncaster, Inglaterra              | |
| Victoria                                    | 5–0    | Youssef al-Hamidi  | PTS   | 4             | 02-10-2010 | Elland Road, Leeds, Inglaterra                     | |
| Victoria                                    | 4–0    | John Riley         | PTS   | 4             | 28-05-2010 | Leisure Centre, Huddersfield, Inglaterra           | |
| Victoria                                    | 3–0    | Danny McDermid     | PTS   | 4             | 05-03-2010 | Leisure Centre, Huddersfield, Inglaterra           | |
| Victoria                                    | 2–0    | Pavels Senkovs     | PTS   | 4             | 20-12-2009 | De Vere Whites Hotel, Bolton, Inglaterra           | |
| Victoria                                    | 1–0    | Delroy Spencer     | PTS   | 4             | 31-10-2009 | Leisure Centre, Huddersfield, Inglaterra           | |